# HD46593
HD46593 — хімічно пекулярна зоря спектрального класу B9, що має видиму зоряну величину в смузі V приблизно  7,2.
Вона  розташована на відстані близько 918,8 світлових років від Сонця.